# Thyrolambrus
Thyrolambrus is een geslacht van kreeftachtigen uit de klasse van de Malacostraca (hogere kreeftachtigen).

## Soorten
- Thyrolambrus astroides Rathbun, 1894
- Thyrolambrus efflorescens (Alcock, 1895)
- Thyrolambrus verrucibrachium Zimmerman & Martin, 1999